# Бјађони-Сарети (Лука)
Бјађони-Сарети је насеље у Италији у округу Лука, региону Тоскана.
Према процени из 2011. у насељу је живело 15 становника. Насеље се налази на надморској висини од 25 м.